# Confarreatio

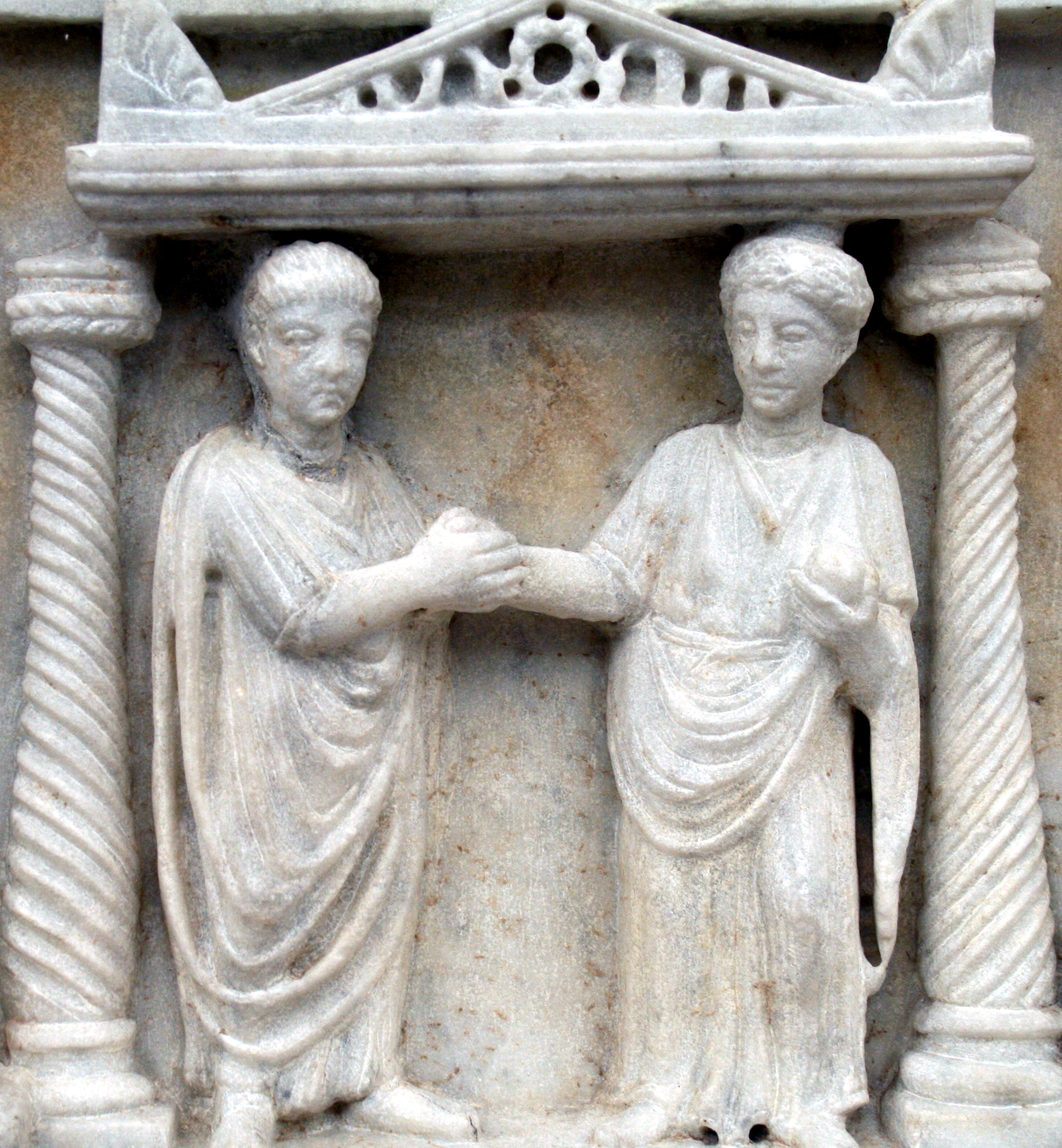
Romeins huwelijksceremonie

Confarreatio was de oude patricische vorm van huwelijk bij de Romeinen, vooral noodzakelijk bij de huwbaren van wie de kinderen bedoeld waren Vestaalse maagd of flamen Dialis te zijn. De naam kwam voort uit het gebruik van het delen van een speltbrood (far of panisfarreus) door de bruid en de bruidegom. Het was beperkt tot patriciërs van wie de ouders ook door confarreatio waren gehuwd. Het huwelijk was een gedetailleerde ceremonie voorgezeten door de flamen Dialis en de pontifex maximus, evenals tien getuigen. De vrouw ging direct van de manus van haar pater familias over in die van haar nieuwe echtgenoot.
Scheiding bij confarreatiohuwelijken, diffarreatio, was een moeilijk proces en daarom zeldzaam. Er is niet veel bekend over hoe de diffarreatio werd uitgevoerd behalve dat er een speciaal type van offer was dat de ontbinding van het verbond tussen de man en de vrouw veroorzaakte. Zij zou dan terug in manus van haar pater familias overgaan. Confarreatio was in oorsprong onverbreekbaar en dit bleef zo voor het huwelijk van flamen Dialis, die moest huwen door confarreatio.